# Vijes (ort)
Vijes är en ort i Colombia.   Den ligger i departementet Valle del Cauca, i den centrala delen av landet, 280 km väster om huvudstaden Bogotá. Vijes ligger 973 meter över havet och antalet invånare är 4 070.
Terrängen runt Vijes är kuperad åt nordväst, men åt sydost är den platt. Runt Vijes är det ganska tätbefolkat, med 124 invånare per kvadratkilometer. Närmaste större samhälle är Yumbo, 14,1 km söder om Vijes. Omgivningarna runt Vijes är en mosaik av jordbruksmark och naturlig växtlighet.